# Saint Joseph, Dominica
Saint Joseph este un oraș din Dominica.